# Ulak Lebar (Merigi Kelindang)
Ulak Lebar is een bestuurslaag in het regentschap Bengkulu Tengah van de provincie Bengkulu, Indonesië. Ulak Lebar telt 312 inwoners (volkstelling 2010).